# Betsy Ross
Betsy Ross (1er janvier 1752 - 30 janvier 1836) est une Américaine qui a confectionné le premier drapeau américain pendant la révolution américaine, à la demande de George Washington. 

## Biographie

La version du drapeau des États-Unis à treize étoiles cousue par Betsy Ross.

Betsy Ross est née  le 1er janvier 1752 à Philadelphie sous le nom d'Elizabeth Griscom dans une famille de quakers. C'est la fille de Samuel Griscom, un entrepreneur du bâtiment, et de Rebecca James. À l'issue de sa scolarité, elle aurait été placée dans un apprentissage de tapisserie où elle aurait rencontré John Ross, un autre apprenti de confession anglicane. Elle épousa ce dernier en 1773, ce qui lui valut d'être exclue de la communauté quaker pour s'être mariée en dehors de sa foi.
John Ross, propriétaire d'une boutique de tapisserie dans Arch Street à Philadelphie, décéda en janvier 1776 à la suite d'une explosion de poudre lors de son service dans la milice de l'état, laissant à sa jeune veuve la propriété de l'entreprise. C'est peu après, en juin 1776, que se situe l'épisode légendaire qui aurait vu  George Washington demander à Betsy Ross de réaliser le premier drapeau des États-Unis. De fait, la légende est née en 1870 à la suite d'une lettre de son petit-fils, William Canby, à l'Historical Society of Pennsylvania où il relate l'épisode qu'il tenait de la tradition familiale. Cependant, aucune preuve historique ne vient étayer cette histoire et  George Washington était à New York avec ses troupes au moment où l'épisode est censé avoir lieu. Un document mentionne toutefois qu'elle a réalisé des drapeaux pour la Navy durant le conflit.
En 1777, elle se remaria avec Joseph Ashburn, un marin, qui fut fait prisonnier par les Anglais et décéda en captivité en 1782. C'est en mai 1783 qu'eut lieu son troisième mariage avec John Claypoole qui perdurera jusqu'au décès de ce dernier en 1817. Elle s'est éteinte le 30 janvier 1836 dans sa ville de naissance.